# Hershey
Hershey – wieś w Stanach Zjednoczonych, w stanie Nebraska, w hrabstwie Lincoln.